# Damasquinat
El damasquinat és un treball d'artesania que consisteix en la realització de figures i dibuixos mitjançant la introducció, atauxia o embotit, de fins fils d'or i plata en acer o ferro, normalment pavonat. El nom fa referència a la ciutat de Damasc (Síria).

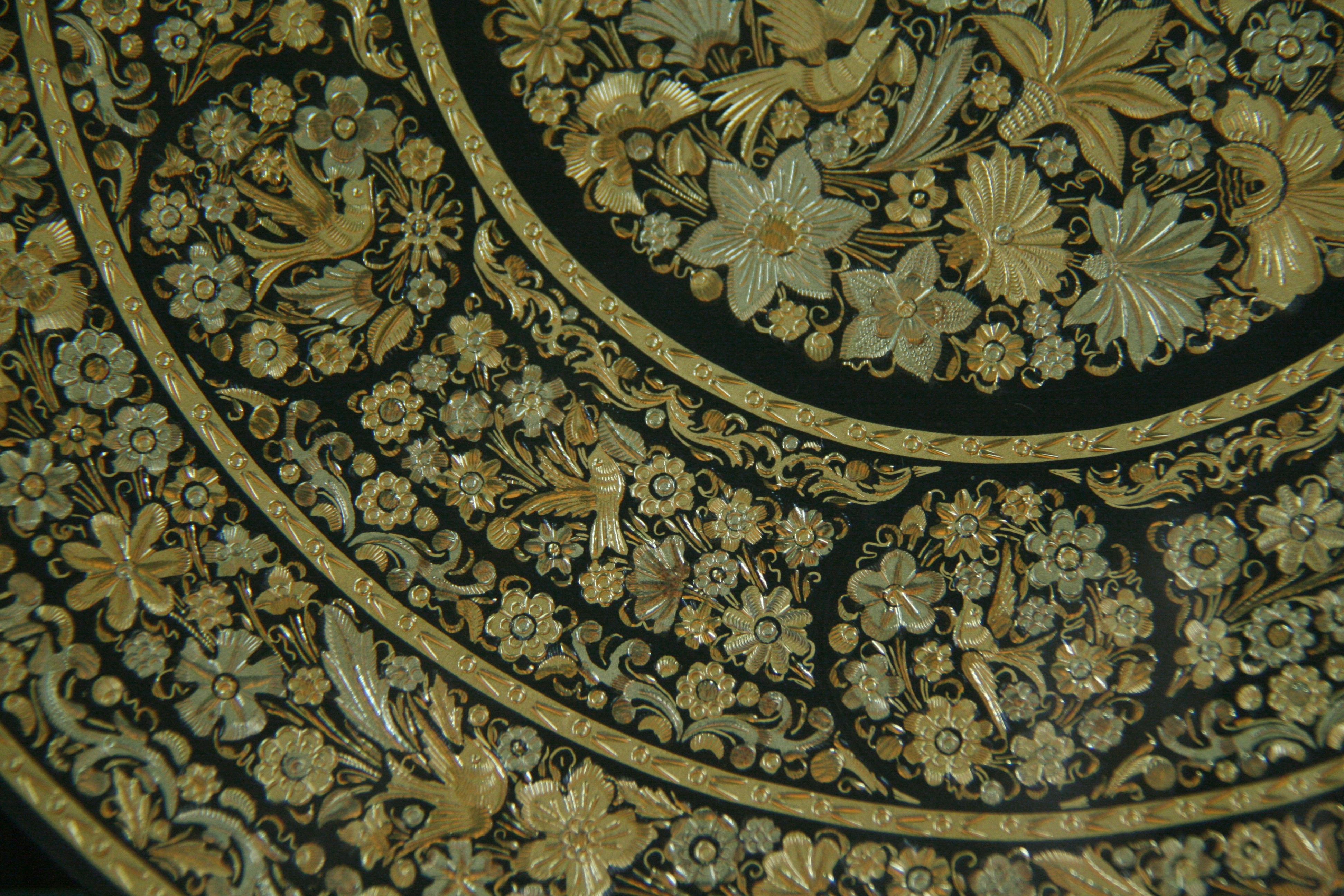
Detall d'un plat damasquinat.

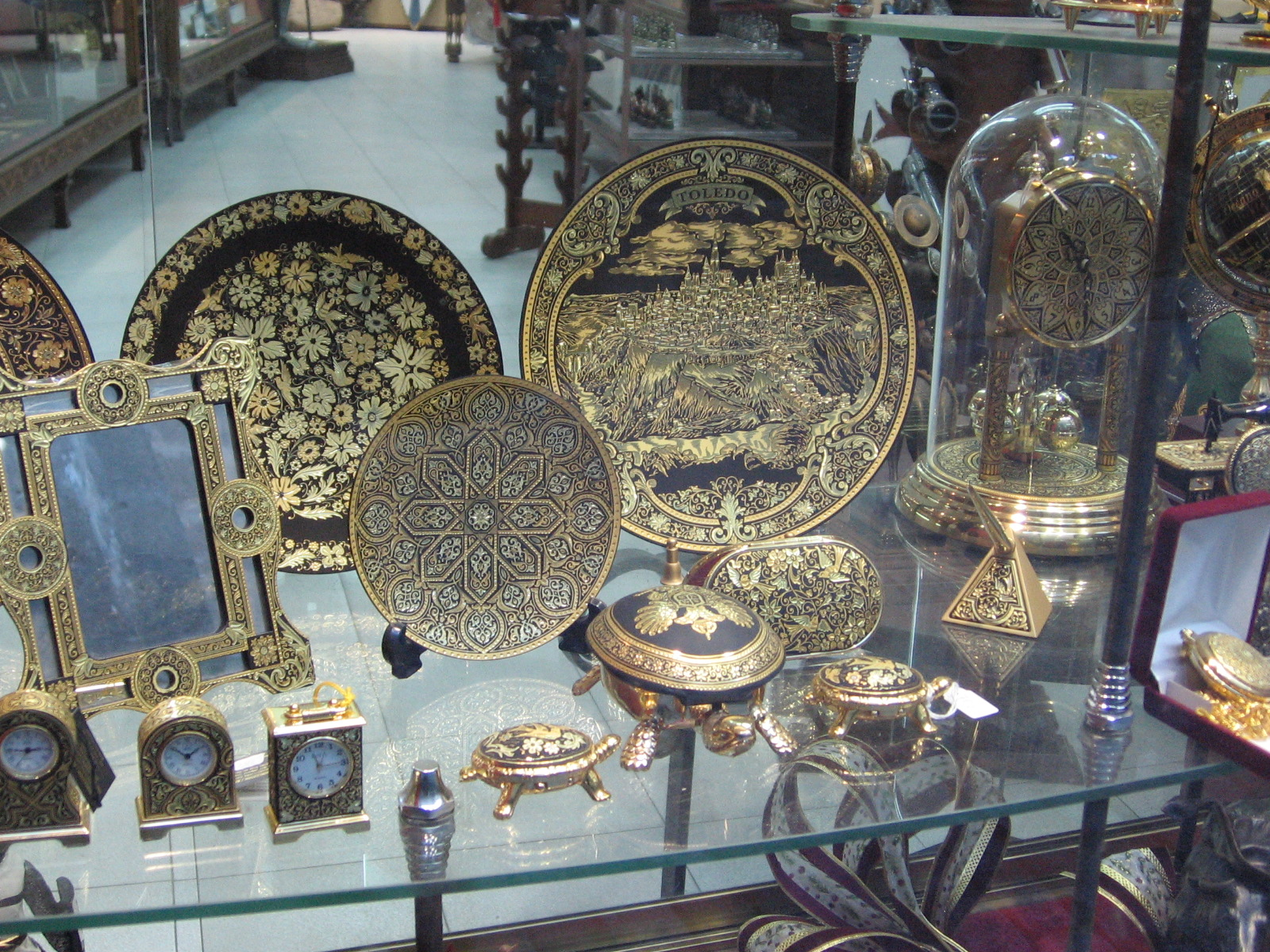
Exemples de treballs en damasquinat.

## Història
Aquesta artesania es realitza des d'èpoques molt antigues i en molt diverses parts del món. Hi ha constància que es va realitzar en l'Antic Egipte a Grècia i a Roma així com a la Xina i Japó (suminagashi), on ha estat utilitzat per adornar les guarnicions de les katanes, particularment la tsuba. És coneguda com a zougan en japonès, ha desenvolupat el seu propi subconjunt de termes per descriure els patrons particulars. El "Shippou-zougan" és una tècnica que esmalta les peces i ja s'aparta del damasquinat. Es coneixen peces amb més de 1.500 anys d'antiguitat. Els grecs atribuïen la seva invenció a Glauco de Chíos. A la península Ibèrica va ser introduït pels Àrabs.
A Espanya hi ha dos centres de producció de productes damasquinats, Toledo i Éibar.

### El damasquinat a Éibar
Eusebi Zuloaga, a mitjan segle xix i després de veure algunes armadures al Museu Reial de Madrid, va introduir la tècnica del damasquinat a la ciutat, llavors vila, de Éibar. El mètode utilitzat era el de picat a burí amb el qual quedaven algunes irregularitats que feien que el treball desmereixés una mica.
Plácido Zuloaga, fill d'Eusebio i pare del pintor Ignacio Zuloaga, va idear un altre sistema més fi mitjançant el ratllat amb una fulla. Aquest mètode es denomina estriat a fulla i consisteix a realitzar petits solcs amb una fulla molt fina i afilada guanyant en rapidesa i en finura en ser molt més perfecta i uniforme la superfície final.
Mitjançant aquest mètode es va estendre l'artesania a grans peces com gerros, àmfores, cofres, rellotges i superfícies de tot tipus, exemple d'això són el panteó del Prim, ubicat a Reus (Tarragona) i l'altar de Loiola que es troba al Santuari de Loiola, a Azpeitia (Guipúscoa). La majoria de les peces de damasquinat dels artistes Zuloaga es troben al Palau Reial de Madrid i en altres palaus reials d'Europa, així com en la col·lecció del Dr.Khalili al Regne Unit.
A Eibar el damasquinat es va lligar intrínsecament a la indústria armera. Va passar a formar part de la decoració de tota mena d'armes, escopetes, pistoles, fusells. Es realitzava per aquest mètode la identificació del nom de l'artesà, l'any de fabricació, dedicatòries, etc. En la decoració de les armes s'empren motius com fulles d'acant, rocalles, dracs i cartel·les, bé en forma llisa o en relleu, i el mateix les figures al·lusives a animals relacionats amb la caça que es gravaven en les escopetes. Per molts anys el regal d'honor que l'ajuntament de la ciutat armera realitzava a la visites il·lustres ha estat una pistola ricament damasquinada.
L'explotació com joieria no s'ha desenvolupat, però gairebé tots els productes eibarresos tenen una versió de luxe on el damasquinat té un important paper.
Aquest art es fa servir per embellir les escopetes i pistoles que es van fer en aquesta localitat.

### El damasquinat a Toledo
A Toledo s'ha desenvolupat una molt important indústria d'aquesta artesania més coneguda com a Or de Toledo. Serveix com a senyal identificativa de la ciutat. La producció ha deixat de ser artesanal per passar a industrialitzar donat el nivell de producció que es realitza i es comercia. La indústria del damasquinat toledana, que també s'ha unit a la seva indústria armera, en aquest cas d'arma blanca, subministra aquesta art a totes les botigues d'Espanya on es ven com a souvenir. Encara es manté tallers artesans que realitzen peces de gran qualitat.

## Tècnica

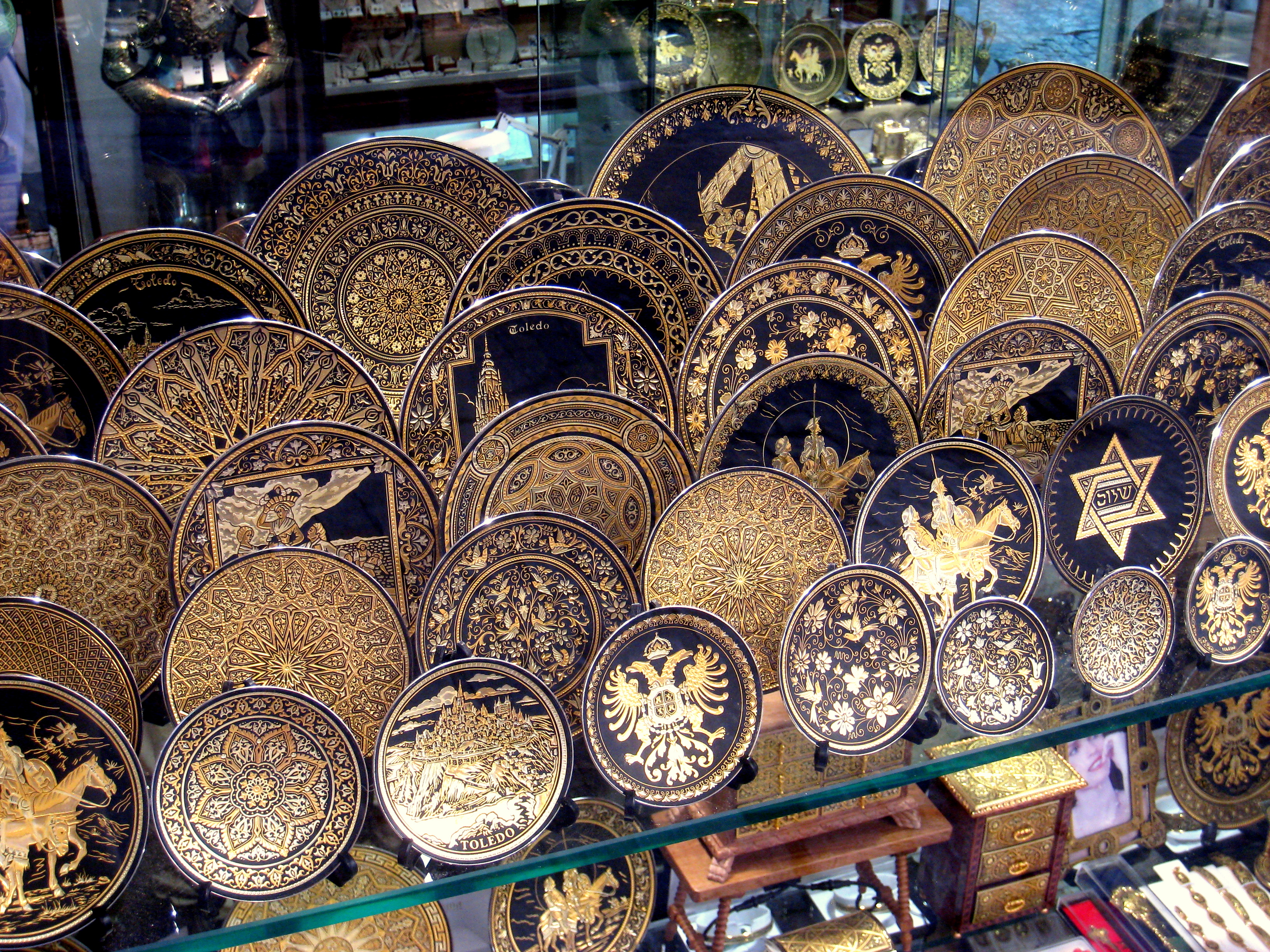
damasquinats de Toledo.

La primitiva tècnica del  picat a burí , on mitjançant el cop d'un burí es realitzava un fi picat romboïdal en el qual, un cop realitzat el dibuix a gravar, s'introduïa el fil d'or o plata va donar pas a l'estriat a fulla  en el qual els solcs s'obren mitjançant una fina i afilada fulla.
Després de la realització dels solcs s'introdueix el fil mitjançant un punxó de base plana que es copeja amb un petit martell lleuger i de boca ampla.
La peça a damasquinar s'adhereix a un tac de fusta mitjançant lacre i aquest tac de s'agafa a un cargol de bola que descansa en un triangle de fusta podent, d'aquesta manera, posar-se en qualsevol posició que es precisi.

### Útils
- Una bola de ferro colat de 13–15 kg. on s'ha realitzat una esquerda en forma de canal, i en un dels seus costats se li ha enroscat un cargol que sigueta contra l'altra paret del canal, el tac de fusta amb la peça a gravar. La bola està recolzada en un triangle de fusta.
- Una fulla d'acer molt fina i molt bé afilada, serveix per realitzar el picat de la peça, els solcs on després s'embotirà el fil d'or o plata.
- Un petit partidet d'ampla cap, molt semblant a l'utilitzat pels gravadors a burí.
- Una col·lecció de punxons de diferents mides i formes, normalment amb la base ampla que mitjançant els cops del martell introdueixen el fil en l'acer.
- Regla, compassos i altres útils de gravat, instruments de dibuix preparats per marcar l'acer que s'utilitzen per realitzar els gravats de les figures a crear.